# Kindred (Etenismo)
Nell'etenismo, un kindred (lett. "affinità") è un gruppo di culto basato su legami di parentela familiare. Tra gli altri termini usati vi è sippe. I kindred sono gruppi di base che possono essere o meno affiliati ad associazioni più ampie (come la Comunità Odinista o l'Odinic rite).
I kindred sono composti sia da famiglie (a volte chiamate hearth, "focolare", nei paesi di lingua inglese) sia da individui, e i membri possono essere connessi da parentela di sangue o da matrimonio. Un kindred ha spesso una combinazione di funzioni tra cui quella di famiglia allargata e di gruppo religioso. Nella maggioranza dei casi, l'adesione è autorizzata solo dal consenso del gruppo.
I kindred spesso scelgono un goði ("sacerdote" in norreno) o una gyðja ("sacerdotessa") per guidare i loro riti religiosi.